# Cristianismo no País de Gales
Representando 43,6% da população galesa em 2021, o Cristianismo é a maior religião no País de Gales. O País de Gales tem uma forte tradição de não-conformismo, particularmente o Metodismo. De 1534 até 1920, a Igreja estabelecida foi a Igreja da Inglaterra, mas esta foi desestabelecida no País de Gales em 1920, tornando-se a ainda anglicana, mas autogovernada Igreja no País de Gales.
A maioria dos adeptos da religião organizada no País de Gales segue a Igreja Anglicana do País de Gales, a Igreja Presbiteriana do País de Gales, a União Batista do País de Gales, a União dos Independentes Galeses, as Igrejas Metodistas, Católica e Ortodoxa.